# Distretto di Darqad
Il distretto di Darqad è un distretto dell'Afghanistan appartenente alla provincia del Takhar.
Nel 1994 la zona del distretto è diventata Important Bird and Biodiversity Area.